# 第8地区
『第8地区』（だいはちちく）とは、2014年4月1日未明（3月31日深夜）からフジテレビ系列で毎週火曜から土曜の未明（月曜から金曜の深夜）に放送されていた深夜番組レーベル・コンプレックス番組である。2015年3月28日未明（27日深夜）をもって廃枠となった。
放送期間・放送時間はフジテレビ（制作局、関東地区）のもの。

## 概要
当枠は、火曜 - 金曜0:10 - 0:35（月曜 - 木曜枠24:10 - 24:35）のエリア1（ネットワーク枠）と火曜 - 金曜0:35以降および土曜未明（金曜深夜）のエリア2（ローカル枠）の2部構成になっている。
このゾーン帯では、35歳以下の若手・中堅クリエイターが企画したものを主軸に置いて番組の企画・開発を行うとするもので、「エリア2」（ローカル枠）では、将来の「エリア1」やゴールデン・プライムタイムなどの全国ネット枠への昇格を目指す実験的なコンテンツを放送するとしている（ただしエリア2の番組でも、ローカル枠扱いでのネット局はある）。

## エリア1

### 放送されていた番組（エリア1）
全て、0:10 - 0:35（24:10 - 24:35）にフジテレビ系列フルネット局での全国ネットで放送（除く、テレビ大分・テレビ宮崎）。何れの曜日も『ニュースJAPAN&すぽると!』からステブレレスで繋がれた。スポンサーがある場合は右下に表示された（提供読みなし）。
特記事項のないものはフジテレビ単独制作である。
■印のついた番組は、廃枠とともに打ち切られた番組である。
2014年8月25日から29日までの間は、『2014年世界柔道選手権大会』の中継のため、エリア1の番組は全て休止された。（通常はEPGの上では「ニュースJAPAN」・「すぽると!」連続放送の「コンプレックス番組扱い」だが、世界柔道の生中継はその中間に編成されるため、この期間中は番組表の上でも別番組扱いとなった）。また、同年10月7日から10日の間は『体操世界選手権』放送に伴う『すぽると!』の内容拡充のため、エリア1の番組は全て休止された。
火曜未明（月曜深夜枠）
- 『おーい!ひろいき村』
  - MC：有吉弘行、三田友梨佳
  - ※2015年4月に土曜19時台へ枠移動と同時に放送時間枠を25分から57分に拡大の上ゴールデンタイム進出した。

水曜未明（火曜深夜枠）
- 『オサレもん』
  - MC：おぎやはぎ、松岡茉優
  - ※2015年4月以降は不定期枠に降格と同時に放送時間枠を25分から1時間に拡大の上継続。

木曜未明（水曜深夜枠）
- ■『※AKB調べ』
  - MC：指原莉乃（HKT48）、土田晃之
  - レギュラー出演：AKB48グループメンバー、ほか

金曜未明（木曜深夜枠）
- 『キスマイBUSAIKU!?』
  - MC：Kis-My-Ft2、佐野瑞樹
  - ※月曜未明（日曜深夜）から枠移動、ネットワークセールス枠に昇格。2015年4月より、月曜COOL TV枠へ移動後、2017年4月にタイトル改題の上、再び木曜深夜のローカルセールス枠へ降格。

### 終了（エリア1）
火曜未明（月曜深夜枠）
- 『噺家が闇夜にコソコソ』
  - MC：今田耕司、壇蜜、立川談春

水曜未明（火曜深夜枠）
- 『ワオ』
  - 出演：白濱亜嵐（EXILE・GENERATIONS）、関口メンディー（EXILE・GENERATIONS）、ほか

木曜未明（水曜深夜枠）
- 『恋愛総選挙』
  - MC：土田晃之、指原莉乃（HKT48）
  - レギュラー出演：AKB48グループメンバー、ほか

### 特別企画（エリア1）
この枠では、主に改編期に火曜（月曜深夜枠）から金曜（木曜深夜枠）を通して4夜連続の特別企画を放送することがある。
2014年9月30日 - 10月3日
- 『エニシバナシ〜芸人縁談〜』[4]
  - 9月30日（火・29日深夜）0:25 - 0:50
    - キャイ〜ン×よゐこ

  - 10月1日（水・9月30日深夜）0:10 - 0:35
    - おぎやはぎ×FUJIWARA

  - 10月2日（木・1日深夜）0:30 - 0:55
    - アンジャッシュ×TKO

  - 10月3日（金・2日深夜）0:30 - 0:55
    - 爆笑問題×千原兄弟

2014年11月26日
- 『世界ウマイハナシ紀行パリ、こじはるの2日間』
  - 出演：小嶋陽菜（AKB48/ナレーション兼務）、白石麻衣（乃木坂46）、トリンドル玲奈、おぎやはぎ

2014年12月23日 - 12月26日
- 4夜連続ドラマスペシャル『恋の合宿免許っ!』
  - 主演：清水富美加
  - 脚本：福田雄一
  - 演出：高野舞

2015年2月10日 - 2月13日
- 『テラスハウス、カムバック…映画公開記念4夜連続SP!』
  - スタジオ：山里亮太（南海キャンディーズ）、YOU、トリンドル玲奈、 登坂広臣（三代目J Soul Brothers from EXILE TRIBE）、馬場園梓（アジアン）、徳井義実（チュートリアル）、博多華丸（博多華丸・大吉）
  - VTR：菅谷哲也、松川佑依子、島袋聖南、和泉真弥、小田部仁、吉野圭佑
  - 制作：イースト・エンタテインメント

## エリア2

### 放送されていた番組（エリア2）
FNN報道特別番組で前日放送分の『ライオンのごきげんよう』が振替放送される場合は本エリア枠の番組が繰り下げとなる。
火曜（月曜深夜枠）
- 0:35 - 1:45（24:35 - 25:45）『フジバラナイトMON』
  - 0:35 - 1:00（24:35 - 25:00） 『MONDAY FOOTBALL R』
    - MC：ハリー杉山、永島優美
    - 2015年4月から『マンフト』と番組名を変更し、火曜0:25 - 0:55に枠移動・5分拡大。

水曜（火曜深夜枠）
- 0:35 - 1:10（24:35 - 25:10） 『さまぁ〜ずのご自慢列島ジマング』
  - 制作：SION（冠番組化以降）
  - MC：さまぁ〜ず、久代萌美
  - 2015年4月より、金曜23時台後半へ移動に伴い全国ネット化。

木曜（水曜深夜枠）
- 0:35 - 1:10（24:35 - 25:10） 『EXILEカジノJP』
  - ディーラー：倉田大誠、榎並大二郎、宮澤智、内田嶺衣奈
  - プレイヤー：EXILEをはじめとするEXILE TRIBEメンバーが週替わり
  - チャレンジャー：EXILE、三代目J Soul Brothers、GENERATIONS
    - 2014年4月から2014年9月までは土曜未明（金曜深夜）のエリア2で『EXILEカジノ』として放送された。
    - 2014年10月から2014年12月までは毎週水曜未明（火曜深夜）に放送されたが、2015年1月より木曜未明（水曜深夜）枠に移動。
    - そして、2015年4月から金曜未明（木曜深夜）に枠移動する。

金曜（木曜深夜枠）
- 0:35 - 0:50（24:35 - 24:50）■ 『ユミパン』
  - MC：永島優美

土曜（金曜深夜枠）
- 0:50 - 1:20（24:50 - 25:20）■ 『未来ロケット』
  - MC：若林正恭
  - 夢応援リーダー：増田貴久
  - 夢応援マネージャー：高畑充希

### 終了（エリア2）
火曜（月曜深夜枠）
- 1:00 - 1:30（25:00 - 25:30） 『OV監督』
  - レギュラーOV監督：劇団ひとり、バカリズム、千原ジュニア、週に1〜3名のゲストOV監督
  - 2014年10月より毎週日曜21時枠へ昇格に伴い全国ネット化。

木曜（火曜深夜枠）
- 0:35 - 1:10（24:35 - 25:10） 『うつけもん』
  - MC：おぎやはぎ、松岡茉優
  - 2014年10月よりオサレもんへ改題の上水曜未明（火曜深夜）のエリア1へ昇格し全国ネット化。
- 0:35 - 1:10（24:35 - 25:10） 『前略、月の上から。』
  - MC：ヒロミ、堀潤、山里亮太
  - 2015年1月より毎週水曜未明（火曜深夜）に枠移動。

金曜（木曜深夜枠）
- 0:35 - 0:50（木曜24:35 - 24:50） 『TOKYOラッシュアワー』
  - MC：ウーマンラッシュアワー

## 番組の移りかわり

### エリア1
| 放送期間               | 火曜日 （月曜日深夜） | 水曜日 （火曜日深夜） | 木曜日 （水曜日深夜） | 金曜日 （木曜日深夜） |
| ---------------------- | --------------------- | --------------------- | --------------------- | --------------------- |
| 2014年4月 - 9月        | 噺家が闇夜にコソコソ  | ワオ                  | 恋愛総選挙            | キスマイBUSAIKU!?     |
| 2014年10月 - 2015年3月 | おーい!ひろいき村     | オサレもん            | ※AKB調べ              | キスマイBUSAIKU!?     |

### エリア2
| 放送期間          | 火曜日 （月曜日深夜） | 火曜日 （月曜日深夜） | 水曜日 （火曜日深夜）                                        | 木曜日 （水曜日深夜） | 金曜日 （木曜日深夜） | 土曜日 （金曜日深夜） | 土曜日 （金曜日深夜） |
| 放送期間          | 前半                  | 後半                  | 水曜日 （火曜日深夜）                                        | 木曜日 （水曜日深夜） | 金曜日 （木曜日深夜） | 前半                  | 後半                  |
| ----------------- | --------------------- | --------------------- | ------------------------------------------------------------ | --------------------- | --------------------- | --------------------- | --------------------- |
| 2014年4月 - 9月   | MONDAY FOOTBALL R     | OV監督                | 日本全国ご自慢列島 ジマング ↓ さまぁ〜ずのご自慢列島ジマング | うつけもん            | TOKYOラッシュアワー   | 未来ロケット          | EXILEカジノ           |
| 2014年10月 - 12月 | MONDAY FOOTBALL R     | （廃枠）              | 日本全国ご自慢列島 ジマング ↓ さまぁ〜ずのご自慢列島ジマング | 前略、月の上から。    | ユミパン              | 未来ロケット          | （廃枠）              |
| 2015年1月 - 3月   | MONDAY FOOTBALL R     | （廃枠）              | 日本全国ご自慢列島 ジマング ↓ さまぁ〜ずのご自慢列島ジマング | EXILEカジノJP         | ユミパン              | 未来ロケット          | （廃枠）              |